# ناوپایین
ناوپایین، روستایی از توابع بخش اسالم شهرستان طوالش در استان گیلان ایران است.

## جمعیت
این روستا در دهستان خرجگیل قرار دارد و براساس سرشماری مرکز آمار ایران در سال ۱۳۹۵، جمعیت آن ۵۳ نفر (۱۷ خانوار) بوده‌است.